# Chremon
Chremon är ett släkte av insekter. Chremon ingår i familjen syrsor.
Kladogram enligt Catalogue of Life:
| Chremon | \| \| Chremon anembatos \| \| \| \| \| \| Chremon apithanon \| \| \| \| \| \| Chremon arimae \| \| \| \| \| \| Chremon eribombos \| \| \| \| \| \| Chremon jaiqui \| \| \| \| \| \| Chremon procax \| \| \| \| \| \| Chremon repentinus \| \| \| \| |
|         | \| \| Chremon anembatos \| \| \| \| \| \| Chremon apithanon \| \| \| \| \| \| Chremon arimae \| \| \| \| \| \| Chremon eribombos \| \| \| \| \| \| Chremon jaiqui \| \| \| \| \| \| Chremon procax \| \| \| \| \| \| Chremon repentinus \| \| \| \| |
|         | Chremon anembatos |
|         | |
|         | Chremon apithanon |
|         | |
|         | Chremon arimae |
|         | |
|         | Chremon eribombos |
|         | |
|         | Chremon jaiqui |
|         | |
|         | Chremon procax |
|         | |
|         | Chremon repentinus |
|         | |